# Burumakok jezik
Burumakok jezik (ISO 639-3: aip), jezik transnovogvinejske porodice kojim govori oko 40 osoba (1994 Kroneman) u selu Burumakok na indonezijskom dijelu Nove Gvineje.
Jedan je od tri zapadna ok jezika, šire skupine ok. U opasnosti je od izumiranja.

## Vanjske poveznice
- Ethnologue (14th)
- Ethnologue (15th)